# Lemur catta
El lémur de cola anillada (Lemur catta), también llamado maki de cola anillada, es una especie de primate estrepsirrino de la familia Lemuridae. El lémur de cola anillada es la única especie dentro del género monotípico Lemur y, al igual que otros lémures, se encuentra únicamente en Madagascar. Se le conoce localmente como hira o maky (maki en francés), y habita en los bosques de ribera y matorral espinoso de las regiones del sur de la isla. Es un animal omnívoro y el más terrestre de los lémures; de comportamiento diurno, se mantiene activo exclusivamente durante las horas con luz del día.
Es una especie altamente social que vive en grupos de hasta treinta individuos, y en los cuales se manifiesta un dominio social de las hembras, comportamiento común entre los lémures. Para conservar el calor y reforzar los vínculos sociales, los grupos se acurrucan juntos, formando una «bola de lémures». Les gusta tomar el sol, sentándose erguidos y mostrando la parte ventral, de piel blanca y más delgada. Al igual que con otros lémures, el sentido del olfato es particularmente importante para ellos, y marca el territorio con sus glándulas odoríferas. Los machos tienen un comportamiento único de marcaje oloroso denominado «marcado de espolón» (spur marking, en inglés), y participan en una especie de «luchas apestosas» frotándose la cola con sus glándulas de olor de las muñecas, y luego azotándola hacia los machos oponentes.
Es uno de los primates más vocales, y utiliza numerosas vocalizaciones, como llamadas de cohesión de grupo y de alarma. Se ha demostrado experimentalmente que estos lémures, a pesar de no contar con un cerebro de gran tamaño (en comparación con los primates simiformes), pueden organizar secuencias, comprender operaciones aritméticas básicas y seleccionar preferentemente instrumentos basándose en sus propiedades funcionales.
Aunque está clasificado como especie en peligro en la Lista Roja de la UICN, y está amenazado por la destrucción de su hábitat, se reproduce fácilmente en cautividad y es el lémur con mayor población en zoológicos a nivel mundial, con unos 2000 individuos. Vive generalmente entre 16 y 19 años en la naturaleza y unos 27 años en cautividad.

## Etimología
El nombre del género, Lemur, fue asignado por Linneo, el fundador de la nomenclatura binomial moderna, para describir inicialmente a tres especies, pero pronto fue asociado a todos los primates endémicos de Madagascar. El nombre proviene del latín lemŭres, espectros o espíritus de la muerte conocidos como larvae o lemures en la Antigua Roma. Linneo estaba familiarizado con los trabajos históricos de Virgilio y Ovidio y sus referencias a la Lemuralia o festival de Lemuria, durante el cual los espectros conocidos como lemures eran exorcizados. Como una analogía con estos fantasmas de la mitología romana, creó el término Lemur para incluir a estos primates prosimios por los hábitos nocturnos y el aspecto fantasmal de lémures y loris, así como sus movimientos silenciosos por la noche, sus también fantasmales ojos reflectantes y sus gritos. También es posible que los pobladores malgaches le contaran algunas leyendas que hablan de los lémures como las almas de sus antepasados.
El nombre de especie, catta, fue debido al aspecto felino del lémur de cola anillada, y porque su vocalización ronroneante es similar a la del gato doméstico (cat, en idioma inglés).

## Historia evolutiva y taxonomía
Todos los fósiles de mamíferos de Madagascar datan de tiempos recientes, por lo que poco se sabe sobre la historia evolutiva del lémur de cola anillada y del resto del clado de los lémures, que comprende toda la población de primates endémicos de la isla. Sin embargo, pruebas cromosómicas y moleculares indican que los lémures están más estrechamente relacionados entre ellos que con otros primates estrepsirrinos. Se cree que esta situación solo podía explicarse por acontecimientos de dispersión oceánica o rafting (dispersión biológica a través de balsas de vegetación) esporádicos hace entre 50 y 80 Ma. La radiación evolutiva y la especiación posteriores crearon la diversidad de lémures malgaches que podemos ver en la actualidad.
Según el análisis de la secuencia de aminoácidos, la división de la familia Lemuridae se sitúa hace 26,1 ± 3,3 Ma, mientras que las secuencias ARNr de genoma mitocondrial sitúan la escisión en 24,9 ± 3,6 Ma. Los lémures rufos fueron el primer género en separarse (más basal) en la familia, un punto de vista que se sostiene además en el análisis de secuenciación de ADN y cariotipos. Además, los datos moleculares sugieren una profunda divergencia genética y relación de grupos hermanos entre los lémures marrones o verdaderos (género Eulemur) y los restantes tres géneros: Lemur, Hapalemur y Prolemur.
Se cree que el lémur de cola anillada es más afín a los lémures del bambú de los géneros Hapalemur y Prolemur que a los otros dos géneros de su familia, lo que se respalda además en comparaciones de características de su comunicación, cromosomas, genética y varios rasgos morfológicos, como las semejanzas de sus glándulas odoríferas de marcado territorial. Sin embargo, otros datos acerca de la inmunología y otros rasgos morfológicos no apoyan esta relación de cercanía. Por ejemplo, Hapalemur y Prolemur tienen hocicos cortos, mientras el lémur de cola anillada y el resto de lemúridos tienen hocicos largos. Sin embargo, las diferencias en la relación entre la órbita (cuenca del ojo) y el hocico sugieren que el lémur de cola anillada y los lémures marrones o verdaderos desarrollaron sus caras alargadas de forma independiente.
La relación entre el lémur de cola anillada y los lémures del bambú (tanto Hapalemur como Prolemur) es la menos comprendida. El análisis molecular sugiere que los lémures del bambú divergieron del lémur de cola anillada, haciendo el grupo monofilético y apoyando la actual taxonomía de tres géneros, o que el lémur de cola anillada forma parte de los lémures del bambú.
El cariotipo del lémur de cola anillada tiene 56 cromosomas, de los cuales cuatro son metacéntricos (brazos de longitud casi idéntica), cuatro son submetacéntricos (brazos de longitud desigual) y 46 son acrocéntricos (el brazo corto es apenas visible). El cromosoma X es metacéntrico y el cromosoma Y es acrocéntrico.

### Clasificación taxonómica
Linneo utilizó inicialmente el género Lemur para describir a L. tardigradus (el loris esbelto rojo, actualmente Loris tardigradus). En 1758, en la 10.ª edición de su Systema naturae, incluyó tres especies bajo el género Lemur, de las cuales en la actualidad solo una se sigue considerando un lémur y a otra ya no se le clasifica como primate; estas especies eran L. tardigradus, L. catta (el lémur de cola anillada) y L. volans (el lémur volador de Filipinas, hoy Cynocephalus volans). En 1911 Oldfield Thomas hizo de L. catta la especie tipo del género Lemur, a pesar de que el término «lémur» se utilizaba inicialmente para describir a los loris. El 10 de enero de 1929, la Comisión Internacional de Nomenclatura Zoológica formalizó esta decisión con la publicación de su Dictamen 122.
El lémur de cola anillada comparte muchas semejanzas con los lémures rufos (género Varecia) y los lémures marrones o verdaderos (género Eulemur), y su esqueleto es casi indistinguible de estos últimos. Por ello, los tres géneros fueron agrupados en su día en el género Lemur y más recientemente en ocasiones se les alude como subfamilia Lemurinae (dentro de la familia Lemuridae). Sin embargo, los lémures rufos fueron reasignados al género Varecia en 1962, y, debido a las similitudes entre el lémur de cola anillada y los lémures del bambú, en particular en las similitudes en las pruebas moleculares y las glándulas odoríferas, los lémures verdaderos fueron trasladados al género Eulemur por Yves Rumpler y Elwyn Simons (1988) y por Colin Groves y Robert H. Eaglen (1988). En 1991, Ian Tattersall y Jeffrey H. Schwartz revisaron las pruebas y llegaron a una conclusión diferente, y propusieron volver a situar a los miembros de Eulemur y Varecia en el género Lemur. Sin embargo, este punto de vista no tuvo mucha aceptación y el género Lemur permaneció como monotípico, incluyendo solo al lémur de cola anillada. Dado que las diferencias en los datos moleculares entre el lémur de cola anillada y los géneros de lémures del bambú son muy pequeñas, se ha sugerido que se unan los tres géneros.
Debido a la dificultad en discernir las relaciones dentro de la familia Lemuridae, no todas las autoridades coinciden en su taxonomía, aunque la mayoría de la comunidad primatológica está a favor de la clasificación actual.
|  | \| \| Lemur \| \| \| \| \| \| Prolemur \| \| \| \| \| \| Hapalemur \| \| \| \| |
|  |                                                                                |
|  | Eulemur                                                                        |
|  |                                                                                |
|  | Lemur                                                                          |
|  |                                                                                |
|  | Prolemur                                                                       |
|  |                                                                                |
|  | Hapalemur                                                                      |
|  |                                                                                |

|  | Lemur     |
|  |           |
|  | Prolemur  |
|  |           |
|  | Hapalemur |
|  |           |

|  | \| \| Lemur \| \| \| \| \| \| Prolemur \| \| \| \| \| \| Hapalemur \| \| \| \| |
|  |                                                                                |
|  | Eulemur                                                                        |
|  |                                                                                |
|  | Lemur                                                                          |
|  |                                                                                |
|  | Prolemur                                                                       |
|  |                                                                                |
|  | Hapalemur                                                                      |
|  |                                                                                |

|  | Lemur     |
|  |           |
|  | Prolemur  |
|  |           |
|  | Hapalemur |
|  |           |

|  | \| \| Lemur \| \| \| \| \| \| Prolemur \| \| \| \| \| \| Hapalemur \| \| \| \| |
|  |                                                                                |
|  | Eulemur                                                                        |
|  |                                                                                |
|  | Lemur                                                                          |
|  |                                                                                |
|  | Prolemur                                                                       |
|  |                                                                                |
|  | Hapalemur                                                                      |
|  |                                                                                |

|  | Lemur     |
|  |           |
|  | Prolemur  |
|  |           |
|  | Hapalemur |
|  |           |

|  | \| \| Lemur \| \| \| \| \| \| Prolemur \| \| \| \| \| \| Hapalemur \| \| \| \| |
|  |                                                                                |
|  | Eulemur                                                                        |
|  |                                                                                |
|  | Lemur                                                                          |
|  |                                                                                |
|  | Prolemur                                                                       |
|  |                                                                                |
|  | Hapalemur                                                                      |
|  |                                                                                |

|  | Lemur     |
|  |           |
|  | Prolemur  |
|  |           |
|  | Hapalemur |
|  |           |

|  | \| \| Lemur \| \| \| \| \| \| Prolemur \| \| \| \| \| \| Hapalemur \| \| \| \| |
|  |                                                                                |
|  | Eulemur                                                                        |
|  |                                                                                |
|  | Lemur                                                                          |
|  |                                                                                |
|  | Prolemur                                                                       |
|  |                                                                                |
|  | Hapalemur                                                                      |
|  |                                                                                |

|  | Lemur     |
|  |           |
|  | Prolemur  |
|  |           |
|  | Hapalemur |
|  |           |

|  | \| \| Lemur \| \| \| \| \| \| Prolemur \| \| \| \| \| \| Hapalemur \| \| \| \| |
|  |                                                                                |
|  | Eulemur                                                                        |
|  |                                                                                |
|  | Lemur                                                                          |
|  |                                                                                |
|  | Prolemur                                                                       |
|  |                                                                                |
|  | Hapalemur                                                                      |
|  |                                                                                |

|  | Lemur     |
|  |           |
|  | Prolemur  |
|  |           |
|  | Hapalemur |
|  |           |

|  | \| \| Lemur \| \| \| \| \| \| Prolemur \| \| \| \| \| \| Hapalemur \| \| \| \| |
|  |                                                                                |
|  | Eulemur                                                                        |
|  |                                                                                |
|  | Lemur                                                                          |
|  |                                                                                |
|  | Prolemur                                                                       |
|  |                                                                                |
|  | Hapalemur                                                                      |
|  |                                                                                |

|  | Lemur     |
|  |           |
|  | Prolemur  |
|  |           |
|  | Hapalemur |
|  |           |

|  | \| \| Lemur \| \| \| \| \| \| Prolemur \| \| \| \| \| \| Hapalemur \| \| \| \| |
|  |                                                                                |
|  | Eulemur                                                                        |
|  |                                                                                |
|  | Lemur                                                                          |
|  |                                                                                |
|  | Prolemur                                                                       |
|  |                                                                                |
|  | Hapalemur                                                                      |
|  |                                                                                |

|  | Lemur     |
|  |           |
|  | Prolemur  |
|  |           |
|  | Hapalemur |
|  |           |

En 1996, los investigadores Steven Goodman y Olivier Langrand apuntaron la posibilidad de que el lémur de cola anillada podía mostrar variaciones regionales, en particular una población situada en las altas montañas del macizo Andringitra que estaba provista de un pelaje más grueso y tenía una coloración más clara y algunas variaciones en sus anillos de la cola. En 2001, el primatólogo Colin Groves concluyó que estas variaciones locales no constituían una subespecie; esta decisión fue apoyada por el trabajo de campo desarrollado posteriormente que mostró que las diferencias entraban dentro del rango normal de variación en las especies. El pelaje más grueso se consideró una adaptación local a las extremadamente bajas temperaturas en la región, y la decoloración de la piel se atribuyó a al incremento en la exposición a la radiación solar. Estudios genéticos adicionales realizados en el año 2000 apoyaron la conclusión de que esta población no variaba considerablemente respecto a las otras poblaciones de lémur de cola anillada de la isla.

## Anatomía y fisiología
Es un lémur relativamente grande; su peso medio es de 2,2 kg, y su longitud corporal desde la cabeza varía entre 39 y 46 cm, con una cola de entre 56 y 63 cm, lo que hace una longitud total de entre 95 y 110 cm. La longitud de sus patas traseras es de entre 102 y 113 mm, la de sus orejas es de 40-48 mm y la longitud de su cráneo es de entre 78 y 88 mm.

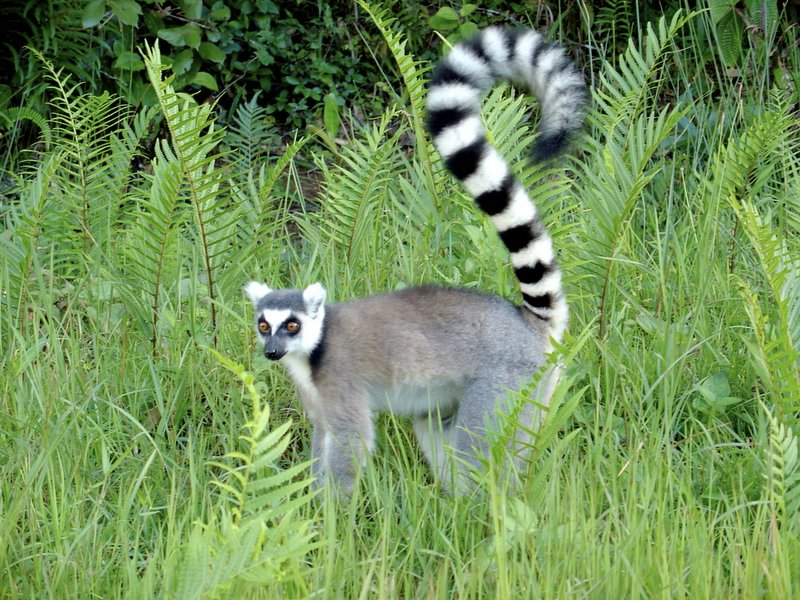
Su cola tiene una longitud mayor que la de su cuerpo.

Tiene una estructura esbelta y cara estrecha, con un hocico parecido al de un zorro. La larga y tupida cola, su característica más distintiva, tiene unos 12-13 anillos formados por unas franjas transversales alternas blancas y negras, que siempre terminan en una punta negra. El número total de anillos prácticamente coincide con el número aproximado de vértebras caudales (~25). Su cola es más larga que su cuerpo, y no es prensil, la utiliza como ayuda para el equilibrio y para la comunicación y la cohesión de grupo.
Su pelaje es tan denso que puede obstruir rasuradoras eléctricas. La zona ventral y la garganta son de color blanco o crema y la dorsal (espalda) varía del gris al marrón rosado, a veces con una mancha pigal marrón alrededor de la zona de la cola, donde el pelaje varía del gris pálido al marrón grisáceo. La coloración dorsal es ligeramente más oscura alrededor del cuello y la coronilla. El pelo en la garganta, mejillas y orejas es blanco o grisáceo y menos denso, lo que permite apreciar su piel oscura. El hocico es gris oscuro y la nariz negra, y los ojos están bordeados por manchas triangulares negras. Las vibrisas faciales son largas y situadas encima de los labios (mistacales), en las mejillas (genales) y en las cejas (superciliares). También se pueden encontrar vibrisas ligeramente por encima de la muñeca, en la parte posterior del antebrazo. Las orejas son relativamente grandes en comparación con otros lémures y están cubiertas de pelo, con solo algunos pequeños penachos, si es que tiene alguno. Aunque se pueden ver pequeñas variaciones faciales entre individuos, no hay ninguna diferencia apreciable entre sexos.

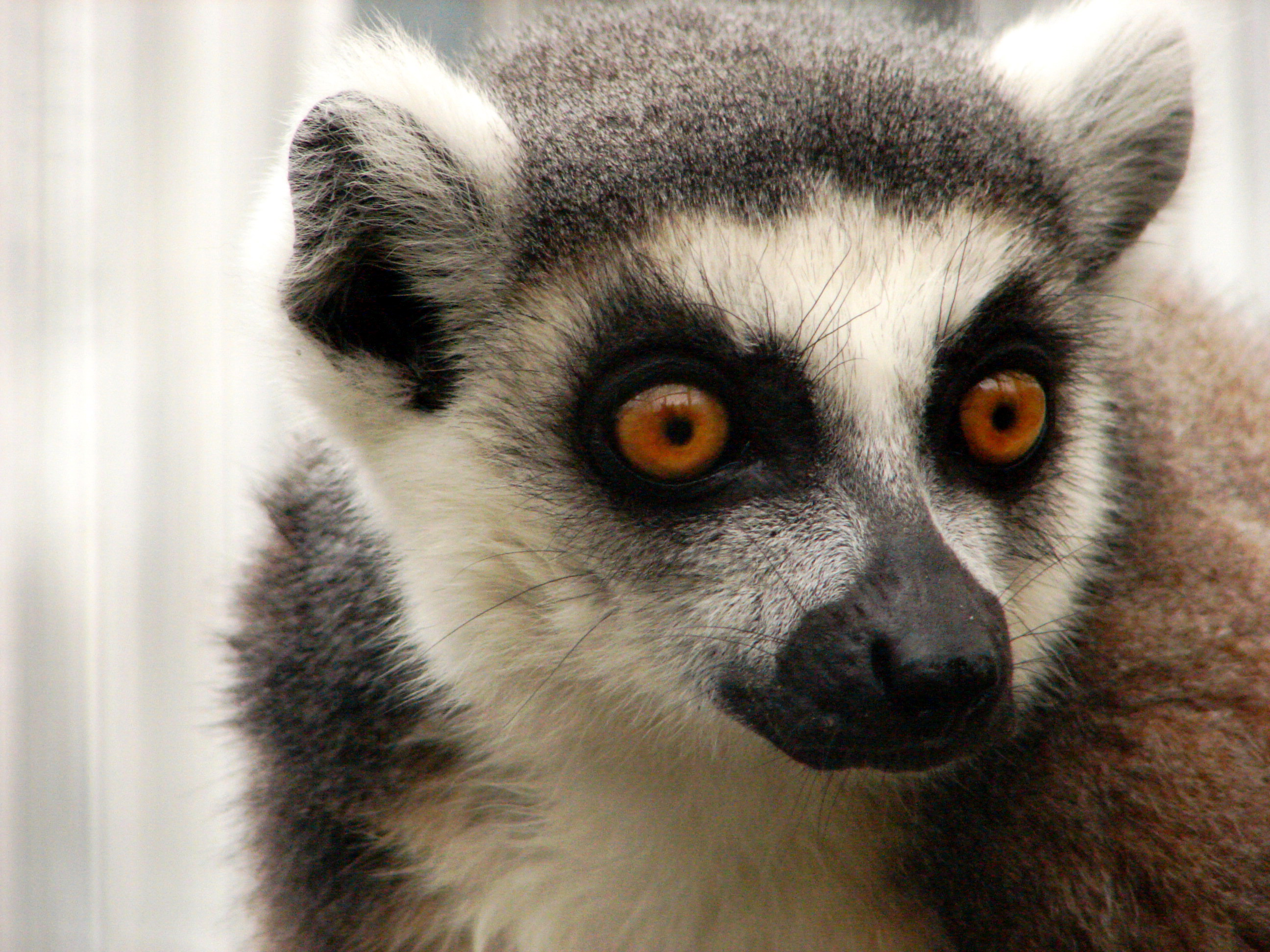
Detalle del rostro.

A diferencia de la mayor parte de primates diurnos, pero al igual que todos los estrepsirrinos, el lémur de cola anillada tiene tapetum lucidum, una capa reflexiva detrás de la retina del ojo, que realza la visión nocturna. El tapetum es muy visible en esta especie porque la pigmentación del fondo de ojo, que está presente en —pero varía entre— todos los lémures, es muy granulada. También cuentan con una fóvea rudimentaria en la retina. Otra característica compartida con los demás primates estrepsirrinos es el rinario, una nariz húmeda, desnuda y glandular sustentada por la mandíbula superior y que sobresale más allá de la barbilla. El rinario continúa hacia abajo y divide el labio superior, que está unido al premaxilar, impidiendo sobresalir al labio, lo que obliga al lémur a beber a lengüetadas en lugar de succionar.
Su piel es de color gris oscuro o negro, incluso en los lugares donde el pelaje es blanco. Está expuesta en la nariz, palmas de las manos, plantas de los pies, párpados, labios y genitales. La piel es lisa, pero la textura curtida de las manos y los pies facilita el desplazamiento por tierra. El ano, situado en la unión de la cola, queda cubierto cuando baja la cola. El área circumanal (alrededor del ano) y el periné están cubiertos de pelo. En los machos el escroto está desprovisto de piel, cubierto de pequeñas espinas córneas, y los dos sacos escrotales están divididos. El pene es de forma casi cilíndrica y está cubierto de pequeñas espinas, y tiene dos pares de espinas más grandes a ambos lados. Los machos tienen un báculo (hueso peneano) relativamente pequeño en proporción a su tamaño corporal. El escroto, el pene y el prepucio están generalmente cubiertos de una secreción fétida. Las hembras tienen un clítoris grueso y alargado que sobresale de los labios de la vulva. La abertura de la uretra está más cercana al clítoris que a la vagina, formando un "extremo de goteo".
Las hembras tienen dos pares de glándulas mamarias (cuatro pezones), pero solo un par es funcional. El par anterior (el más cercano a la cabeza) está muy cerca de la axila. Tanto los machos como las hembras cuentan con glándulas odoríferas desprovistas de pelo; ambos géneros tienen glándulas antebraquiales (en el antebrazo) pequeñas y oscuras, de 1 cm de longitud, situadas en la cara interna del antebrazo, a unos 25 cm de la unión de la muñeca, rasgo que comparten los géneros Lemur y Hapalemur. La glándula es suave y comprimible, surcada por finas líneas dermales (como huellas digitales), y está conectada con la palma por una fina franja, de 2 mm de alto, desprovista de pelo. Sin embargo, solo el macho tiene un espolón córneo que recubre esta glándula odorífera, y que se desarrolla con la edad por la acumulación de secreciones de una glándula subyacente que puede unirse a la piel por no menos de mil conductos minúsculos. Los machos también tienen glándulas braquiales en la superficie axilar de sus hombros (cerca de la axila); la glándula braquial es de mayor tamaño que la antebraquial, está cubierta de pelos cortos a su alrededor, y tiene un orificio desnudo en forma de media luna cerca del centro. Secreta una sustancia marrón y pegajosa de olor desagradable. Las hembras o bien carecen por completo de glándula braquial, o está muy poco desarrollada. Ambos géneros también tienen glándulas apocrina y sebácea en la región genital o perianal, y que están cubiertas de piel.
Sus dedos son delgados, acolchados, prácticamente sin piel suplementaria entre ellos, semidiestros, con uñas de los pies planas, similares a las de los humanos. El pulgar es corto y bastante separado de los otros dedos. A pesar de estar situado en un ángulo recto con la palma, el pulgar no es oponible, ya que la unión es fija. Como en todos los estrepsirrinos, la mano es ectaxónica (el eje pasa por el cuarto dedo) más que mesaxónica (cuando el eje pasa por el tercer dedo) como en el caso de monos y primates simiformes. El cuarto dedo es el más largo, y solo ligeramente más largo que el segundo, y el quinto dedo solo un poco más largo que el segundo. Las palmas son largas y curtidas, y, como otros primates, tienen protuberancias dermales para mejorar el agarre. Los pies son semidigitígrados y más especializados que las manos. El dedo gordo del pie es oponible y más pequeño que el de otros lémures, que son más arbóreos. El segundo dedo del pie es corto, tiene una pequeña almohadilla terminal, y una garra de aseo especializada para el acicalado, para hurgar o rastrillar la piel que no alcanza con la boca. La garra de aseo es un rasgo común entre casi todos los primates prosimios. A diferencia de otros lémures, el talón del lémur de cola anillada no está cubierto de piel.

### Dentición

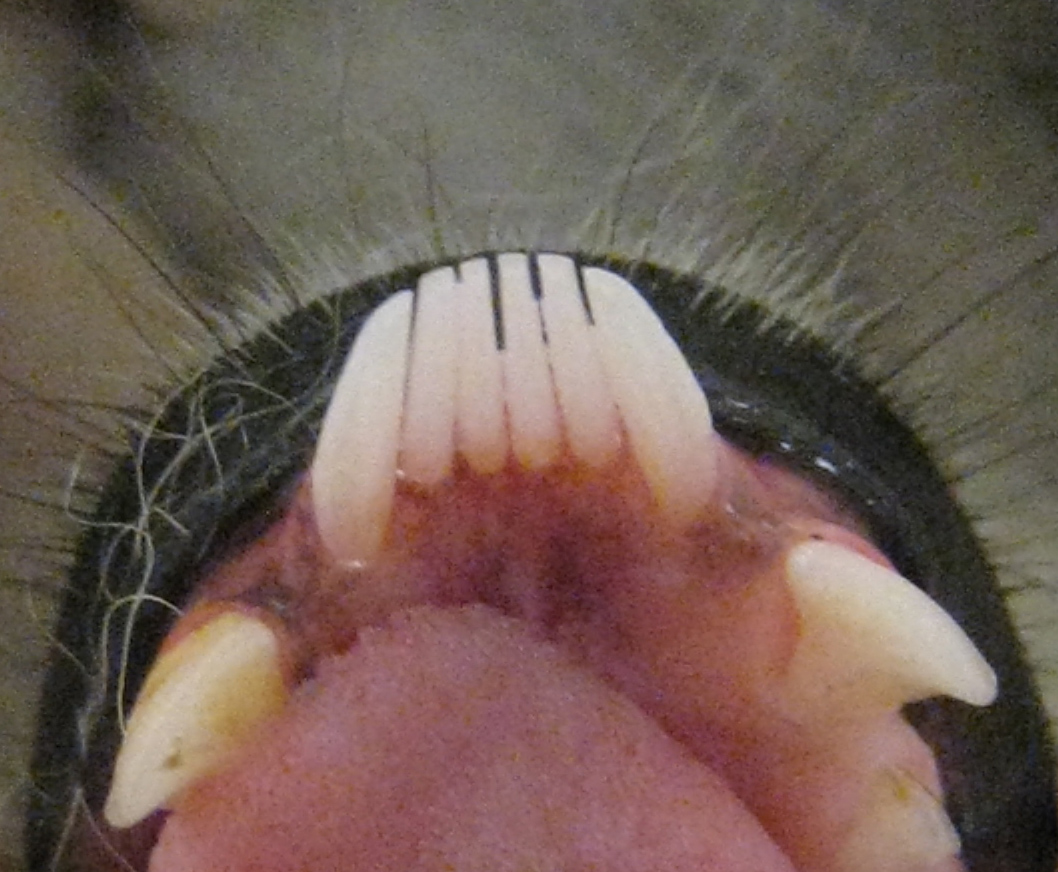
Peine dental de un lémur de cola anillada, una estructura anatómica propia de los primates estrepsirrinos. En el caso de estos lémures, está formado por cuatro incisivos y dos caninos, con premolares similares a caninos a ambos lados.

El lémur de cola anillada tiene una dentición de {\displaystyle {\tfrac {2.1.3.3}{2.1.3.3}}\times 2=36}, lo que significa que a cada lado de la mandíbula tiene dos incisivos, un canino, tres premolares y tres molares. Su dentición decidua es {\displaystyle {\tfrac {2.1.3}{2.1.3}}\times 2=24}. Los dientes permanentes erupcionan en el siguiente orden: m 1/1 (primeros molares), i 2/2 (primeros incisivos), i 3/3 (segundos incisivos), C1 (caninos superiores), m 2/2 (segundos molares), c1 (caninos inferiores), m 3/3 (terceros molares), p 4/4 (terceros premolares), p 3/3 (segundos premolares), p 2/2 (primeros premolares).
Sus incisivos inferiores (i1 e i2) son largos, estrechos, procumbentes (hacia adelante) y alineados y espaciados con precisión; junto con sus caninos inferiores (c1) incisiformes (similares a incisivos), que son ligeramente más grandes y también procumbentes, forman una estructura denominada peine dental, un rasgo único propio de casi todos los primates estrepsirrinos, y que utilizan para el acicalamiento oral, que implica lamer y cepillarse con los dientes; también puede utilizarse para arrancar pequeñas frutas, quitando hojas del tallo mientras comen, y posiblemente para raspar la corteza de los árboles para obtener savia y goma. Mantienen el peine dental limpio utilizando un órgano sublingual delgado, llano y fibroso que cubre gran parte de la base de la lengua. El primer premolar inferior (p2) después del peine dental tiene forma de canino (caniniforme) y ocluye el colmillo superior, haciendo el papel del canino inferior incisiforme. También hay un hueco (diastema) entre los segundos y terceros premolares (p2 y p3).
Los incisivos superiores son pequeños, con los primeros (I1) muy separados el uno del otro, muy cerca de los segundos incisivos (I2). Ambos están comprimidos entre la mejilla y la lengua (bucolingualmente). Los colmillos superiores (C1) son largos, con una base amplia, y curvados hacia abajo y hacia atrás (recurvados). Los colmillos superiores presentan un leve dimorfismo sexual, ya que los machos los tienen ligeramente más grandes que las hembras; ambos sexos los utilizan en las luchas. Hay una pequeña diastema entre el colmillo superior y el primer premolar (P2), que es más pequeño y más caniniforme que los otros premolares.

## Ecología
El lémur de cola anillada es diurno y semiterrestre. Pasa un 33 % de su tiempo en tierra, lo que lo convierte en el más terrestre de todos los lémures. Aun así es considerablemente arbóreo, y pasa el 23 % de su tiempo en la zona intermedia de la canopea, el 25 % en el dosel de nivel superior, el 6 % en la capa emergente y el 13 % en pequeños arbustos. Los viajes en grupo son un 70 % terrestres.

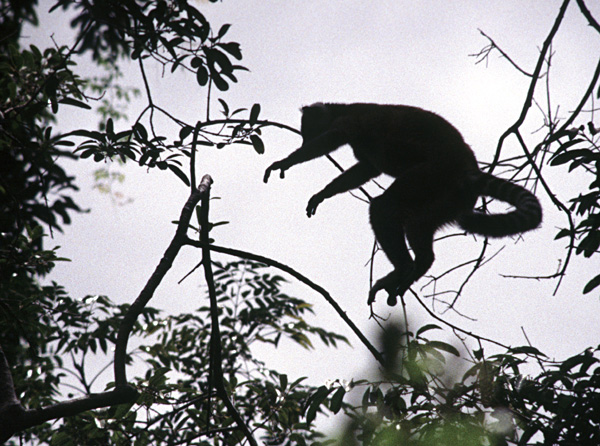
El lémur de cola anillada puede saltar de un árbol a otro.

El tamaño de los grupos, su área de acción y la densidad de población varía en función de la región y de la disponibilidad de comida. Los grupos por lo general están compuestos por entre seis y veinticinco individuos, aunque se han registrado grupos con más de treinta, y la media es de trece a quince individuos. Su ámbito territorial o área de acción varía entre 6 y 35 hectáreas. Los grupos pueden mantener un territorio, pero es habitual la superposición de territorios. Cuando se producen encuentros en la naturaleza, generalmente son agonistas (hostiles). Un grupo ocupará por lo general la misma zona de su territorio durante tres o cuatro días antes de trasladarse; cuando se desplaza, la distancia media de los viajes es de un kilómetro. La densidad de población se extiende desde los 100 individuos por kilómetro cuadrado en los bosques secos hasta 250-600 individuos por kilómetro cuadrado en bosques de galería y secundarios.
El lémur de cola anillada tiene depredadores tanto nativos como introducidos. Entre los depredadores nativos se encuentran el fosa (Cryptoprocta ferox), el aguilucho malgache (Polyboroides radiatus), el buitre de Madagascar (Buteo brachypterus) y la boa de tierra de Madagascar (Boa madagascariensis). Entre los introducidos se incluyen la civeta enana (Viverricula indica), el gato doméstico y el perro doméstico.

### Área de distribución y hábitat

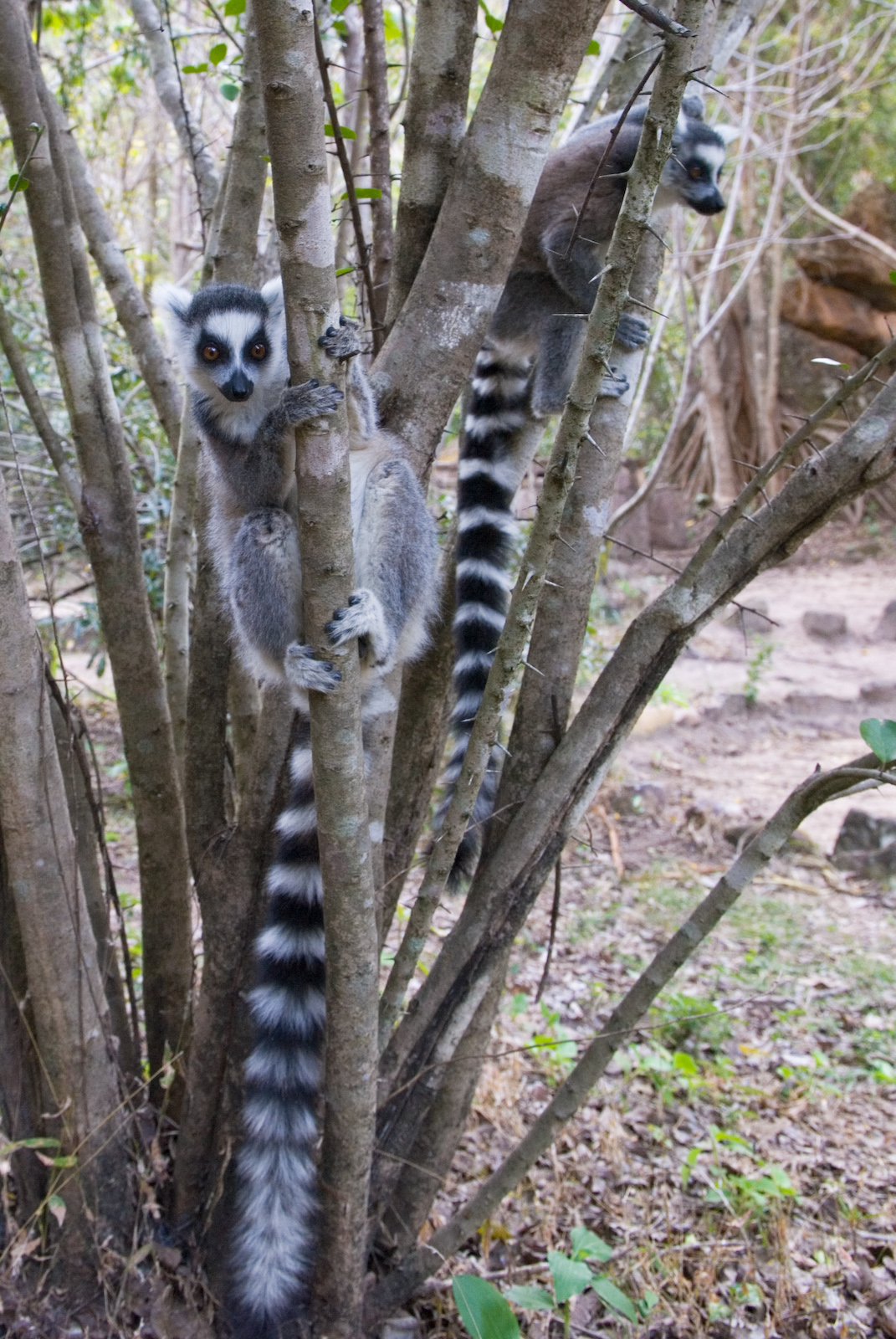
Esta especie puede encontrarse en áreas protegidas como el Parque Nacional Isalo, en Madagascar.

Endémico del sur y sudoeste de Madagascar, el lémur de cola anillada se distribuye por zonas montañosas junto con otros lémures. Vive en bosques caducifolios, matorral seco, bosques húmedos montanos y bosques en galería o de ribera. Beneficia en gran medida los bosques de ribera, pero en la actualidad estas zonas boscosas han sido taladas en la mayor parte de la isla para conseguir zonas de pasto para el ganado. Dependiendo de la zona, las temperaturas dentro de su área de distribución pueden variar desde los -12 °C del macizo de Andringitra a los 48 °C de los bosques espinosos de la Reserva Especial de Beza Mahafaly.
Su distribución oriental llega hasta Tôlanaro, tierra adentro hacia las montañas del Parque Nacional de Andringitra en la meseta sudoriental malgache, entre los bosques espinosos de la zona sur de la isla, y hacia el norte a lo largo de la costa oeste hasta la ciudad de Belo sur Mer. Históricamente, el límite norte de su área de distribución occidental se extendía hasta el río Morondava, cerca de la ciudad de Morondava. Todavía puede vérsele en el Parque Nacional de Kirindy Mitea, justo al sur de Morondava, aunque con densidades muy bajas, y ya no se encuentra en la reserva forestal de Kirindy, al norte de Morondava. Su distribución a lo largo del resto de área de distribución es puntual y muy irregular, con densidades de población muy variables.
Puede encontrársele fácilmente en cinco parques nacionales de Madagascar: Parque Nacional de Andohahela, Parque Nacional de Andringitra, Parque Nacional Isalo, Parque Nacional de Tsimanampetsotse y Parque Nacional de Zombitse Vohibasia. También puede verse en las reservas especiales de Beza Mahafaly, Kalambatritra y del Pico de Ivohibe, así como en Amboasary Sud, la Reserva Privada Berenty, la Reserva Comunal de Anja y, en menor medida, en el Parque Nacional de Kirindy Mitea. Los bosques sin protección de los que hay informes de su presencia incluyen Ankoba, Ankodida, Anjatsikolo, Anbatotsilongolongo, Bereny, Mahazoarivo, Masiabiby y Mikea.
Dentro de las regiones protegidas donde hay constancia de que habita, el lémur de cola anillada es simpátrico (comparte su ámbito territorial o área de acción) con no menos de veinticuatro especies de lémur, que cubren todos los géneros vivos excepto Allocebus, Indri y Varecia. Históricamente, la especie solía ser simpátrica con el críticamente amenazado lémur rufo blanco y negro del sur (Varecia variegata editorum), que se encontraba en su día en el Parque Nacional de Andringitra; sin embargo, no hay registro de ninguna observación de estos lémures rufos en años recientes.
| - Sifaca de Verreaux (Propithecus verreauxi) - Sifaca de Milne-Edwards (Propithecus edwardsi) - Avahi de Peyrieras (Avahi peyrierasi) - Lémur naranja (Microcebus murinus) - Lémur ratón marrón (Microcebus rufus) - Lémur ratón gris rojizo (Microcebus griseorufus) - Aye-aye (Daubentonia madagascariensis) - Lémur enano de cola gruesa (Cheirogaleus medius) | - Lémur enano mayor (Cheirogaleus major) - Lémur saltador de pies blancos (Lepilemur leucopus) - Lémur saltador de dientes pequeños (Lepilemur microdon) - Lémur saltador de Petter (Lepilemur petteri) - Lémur saltador de cola roja (Lepilemur ruficaudatus) - Lémur saltador de Wright (Lepilemur wrightae) - Lémur saltador de Hubbard (Lepilemur hubbardorum) - Lémur dorado (Hapalemur aureus) | - Lémur del bambú meridional (Hapalemur meridionalis) - Lémur grande del bambú (Prolemur simus) - Lémur pardo (Eulemur fulvus) - Lémur de frente roja (Eulemur rufifrons) - Lémur de vientre rojo (Eulemur rubriventer) - Lémur marrón de collar (Eulemur collaris) - Lémur ratón gigante de Coquerel (Mirza coquereli) - Lémur de orejas ahorquilladas pálido (Phaner pallescens) |

En Madagascar occidental se ha estudiado conjuntamente al lémur de frente roja y al lémur de cola anillada, y se ha observado poca interacción entre las dos especies. Aunque las dietas de ambos lémures se superponen, se alimentan en distinta proporción y el lémur de cola anillada tiene una dieta más variada y pasa más tiempo en tierra.

## Comportamiento

### Dieta

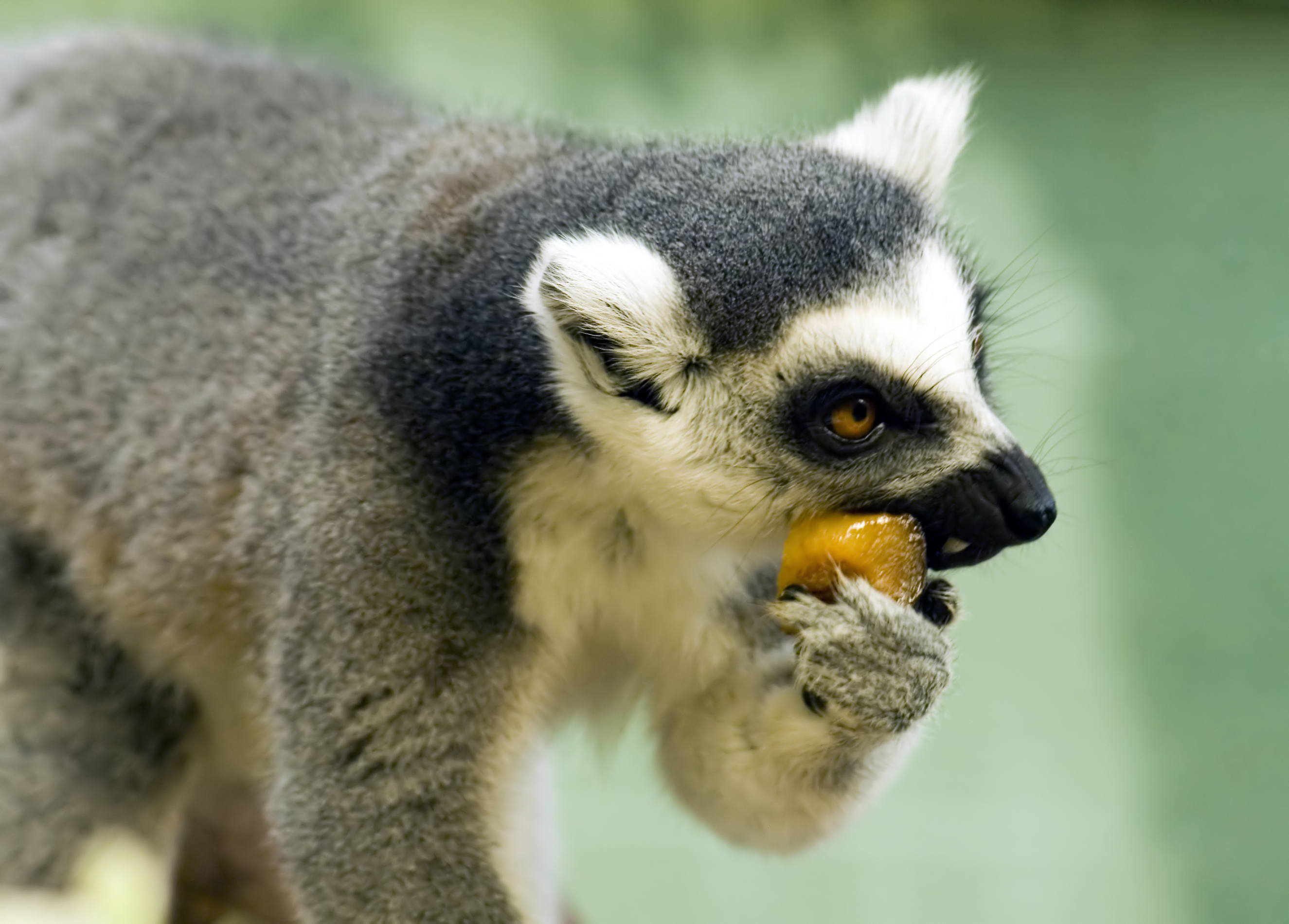
El lémur de cola anillada tiene una dieta omnívora, aunque es fundamentalmente frugívoro y folívoro.

Es un primate omnívoro oportunista, aunque su dieta está formada fundamentalmente por fruta y hojas, en especial las del tamarindo (Tamarindus indica), conocido localmente como kily. Cuando está disponible, el tamarindo conforma el 50 % de su dieta, sobre todo durante la temporada seca invernal. Se alimenta de no menos de tres docenas de especies de plantas diferentes, y su dieta incluye flores, hierbas, corteza y savia. Ha sido observado comiendo madera en descomposición, tierra, telarañas, larvas de insecto, artrópodos (arañas, orugas, cigarras y saltamontes) y pequeños vertebrados (aves y camaleones). Durante la temporada seca se vuelve más oportunista.

### Organización social
Los grupos de lémures de cola anillada están clasificados como «grupos multimachos», y el núcleo dominante es de estructura matrilineal. Como en el caso de la mayor parte de lémures, las hembras dominan socialmente a los machos en todas las situaciones, incluso en la prioridad a la hora de alimentarse. El dominio se hace valer embistiendo, persiguiendo, abofeteando, agarrando y mordiendo. Las hembras jóvenes no siempre heredan el rango de su madre y los machos jóvenes abandonan el grupo entre los tres y los cinco años de edad. Ambos sexos tienen jerarquías de dominio separadas; las hembras tienen una jerarquía definida mientras que la de los machos está asociada a su edad. Cada grupo tiene entre uno y tres machos adultos dominantes que se relacionan con las hembras en mayor medida que los demás machos y encabezan las marchas del grupo junto a las hembras dominantes. Los machos transferidos recientemente, los machos viejos o los jóvenes que todavía no han abandonado su grupo natal son por lo general los de menor rango, permanecen en la periferia del grupo y tienden a ser marginados de la actividad grupal.

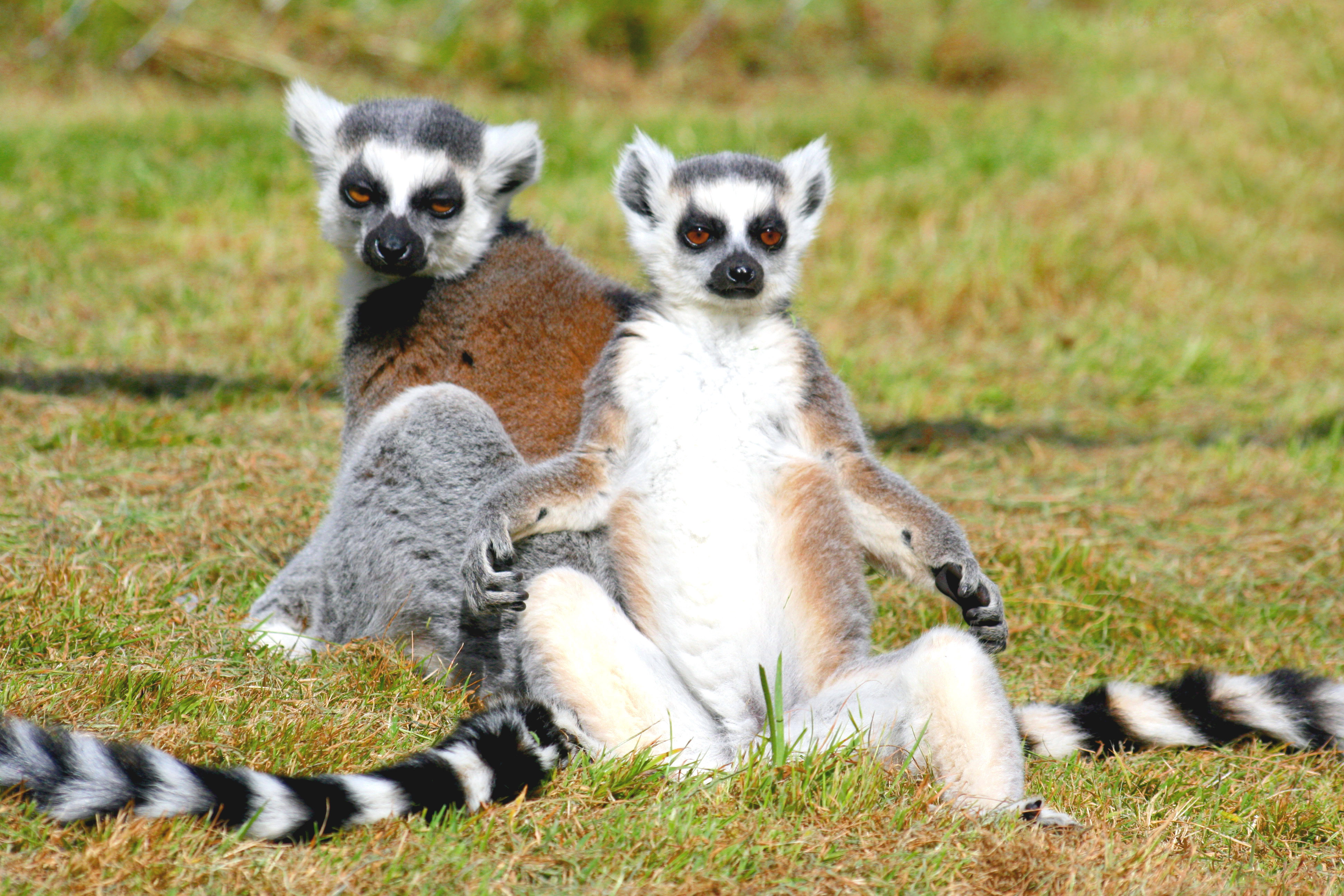
Les gusta sentarse cara al sol para calentarse por las mañanas.

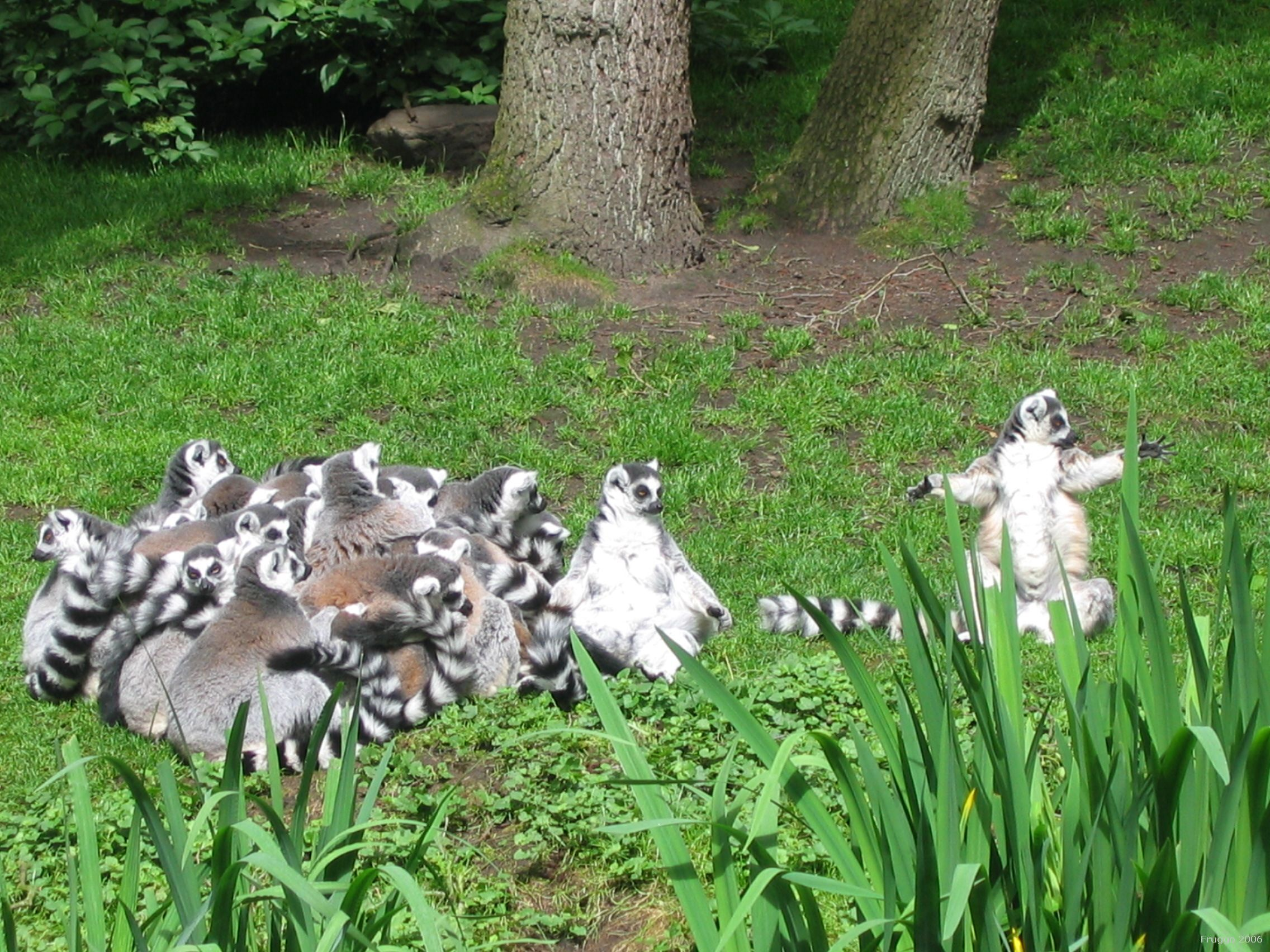
Un grupo formando una «bola de lémures» y dos individuos cara al sol.

En el caso de los machos, los cambios de estructura social pueden ser estacionales. Durante el período de seis meses entre diciembre y mayo algunos machos se trasladan entre grupos; los machos establecidos se cambian cada 3,5 años, aunque los jóvenes pueden trasladarse cada 1,4 años. La disgregación de grupos ocurre cuando se hacen demasiado grandes y los recursos escasean.
Por las mañanas, el lémur de cola anillada toma el sol para calentarse; se pone sentado de cara al sol en una postura que se ha descrito con frecuencia como una especie de «adoración» o de posición de loto. Sin embargo, los lémures se sientan con las piernas extendidas, no con las piernas cruzadas, y a menudo se apoyan en ramas cercanas. Esta costumbre de tomar el sol a menudo es una actividad de grupo, en particular durante las mañanas frías. Por la noche, los grupos se dividen en pequeñas agrupaciones de durmientes que se acurrucan muy juntos para mantenerse calientes. Un grupo de lémures de cola anillada acurrucados se conoce como «bola de lémures» (lemur ball).
A pesar de ser un animal cuadrúpedo estos lémures pueden levantarse y balancearse sobre sus patas traseras, por lo general para demostraciones agresivas. Cuando se ven amenazados pueden dar un salto en el aire y abalanzarse hacia adelante con sus cortas uñas y agudos caninos superiores en un comportamiento denominado «enfrentamientos de salto» (jump fighting). Este comportamiento es muy raro fuera de la temporada de cría, cuando las relaciones tensas son habituales y la competencia para conseguir compañeros es intensa. Entre otros comportamientos agresivos están la «mirada fija amenazante» (threat-stare), utilizada para intimidar o para iniciar una lucha, y un gesto sumiso conocido como «labios hacia adentro» (pulled-back lips).
Ocasionalmente se producen disputas fronterizas con grupos rivales, y es responsabilidad de la hembra dominante defender el territorio del grupo. En estos enfrentamientos los rivales utilizarán diversas actitudes agonistas, como la mirada fija, amagos de embestida y ocasionalmente agresión física, y concluyen cuando los miembros del grupo se retiran hacia el centro del territorio.

#### Comunicación olfativa
La comunicación olfativa es de una importancia crítica para los prosimios como el lémur de cola anillada. Sus secreciones glandulares cuentan con centenares de compuestos químicos, cuya variabilidad puede marcar la elección de un macho por parte de las hembras o incluso reflejar una enfermedad o lesión al resto del grupo. Machos y hembras realizan un marcado territorial tanto en superficies verticales como horizontales en las áreas de superposición de territorios utilizando sus glándulas odoríferas anogenitales. Para realizar el marcado en superficies verticales se colocará haciendo el pino (cabeza abajo), agarrando el punto más alto con los pies mientras aplica su olor. El uso del marcado territorial varía con la edad, el sexo y el estatus. Los machos utilizan sus glándulas braquiales y antebraquiales (brazo y antebrazo) para demarcar territorios y mantener la jerarquía de dominio intergrupos, y utilizan el espolón espinoso que reviste la glándula antebraquial de sus muñecas raspando los troncos y las ramas de los árboles para dejar surcos untados con su olor. Este comportamiento se conoce como «marcado de espolón» (spur-marking).
En demostraciones agresivas, los machos se involucran en un comportamiento de demostración social llamado «lucha apestosa» (stink fighting), que implica impregnar sus colas con secreciones de las glándulas odoríferas braquiales y antebraquiales y después agitarlas ante sus rivales. Durante la época de celo, los machos agitan sus colas impregnadas de olor ante las hembras como una forma de propuesta sexual, lo que generalmente tiene como resultado que la hembra le propine un manotazo o le muerda y que se emitan vocalizaciones subordinadas por parte del macho aspirante.
También se ha comprobado que estos lémures utilizan el marcado con orina. Desde el punto de vista de comportamiento hay diferencia entre la micción regular, con la cola ligeramente levantada y emitiendo un chorro, y el comportamiento de marcado con orina, con la cola levantada en señal de demostración y utilizando solo unas gotas de orina. Este comportamiento es utilizado generalmente por las hembras para marcar el territorio, y se ha observado principalmente en los bordes del territorio del grupo y en áreas que frecuentan otros grupos. El marcado de orina también es más frecuente durante la época de celo, y puede que desempeñe algún papel en la comunicación reproductiva entre grupos.

#### Comunicación auditiva
El lémur de cola anillada es uno de los primates más vocales, y cuenta con un complejo repertorio de distintivas vocalizaciones que utiliza para mantener la cohesión grupal durante la búsqueda de alimentos y para alertar a los miembros del grupo de la presencia de un predador. Las llamadas pueden ser simples o complejas; un ejemplo de llamada simple es el ronroneo (oírⓘ), que expresa alegría, y una llamada compleja sería la secuencia de chasquidos, serie de chasquidos con la boca cerrada, serie de chasquidos con la boca abierta y aullidos agudos (oírⓘ) utilizado durante el ataque de predadores. Algunas llamadas tienen variantes y experimentan transiciones entre variantes, como el grito infantil (llamada de angustia) que hace una transición de una variante a otra (oírⓘ).
Las vocalizaciones más habituales son el gemido (oírⓘ) para cohesión de grupo en contextos de alerta de baja a moderada, el gemido alto temprano (oírⓘ) que indica un nivel de alerta de un nivel moderado a alto de un visitante o como cohesión de grupo, y los chasquidos (oírⓘ) un «indicador de posición» de alerta menor que llama la atención hacia un visitante.

### Ciclo vital

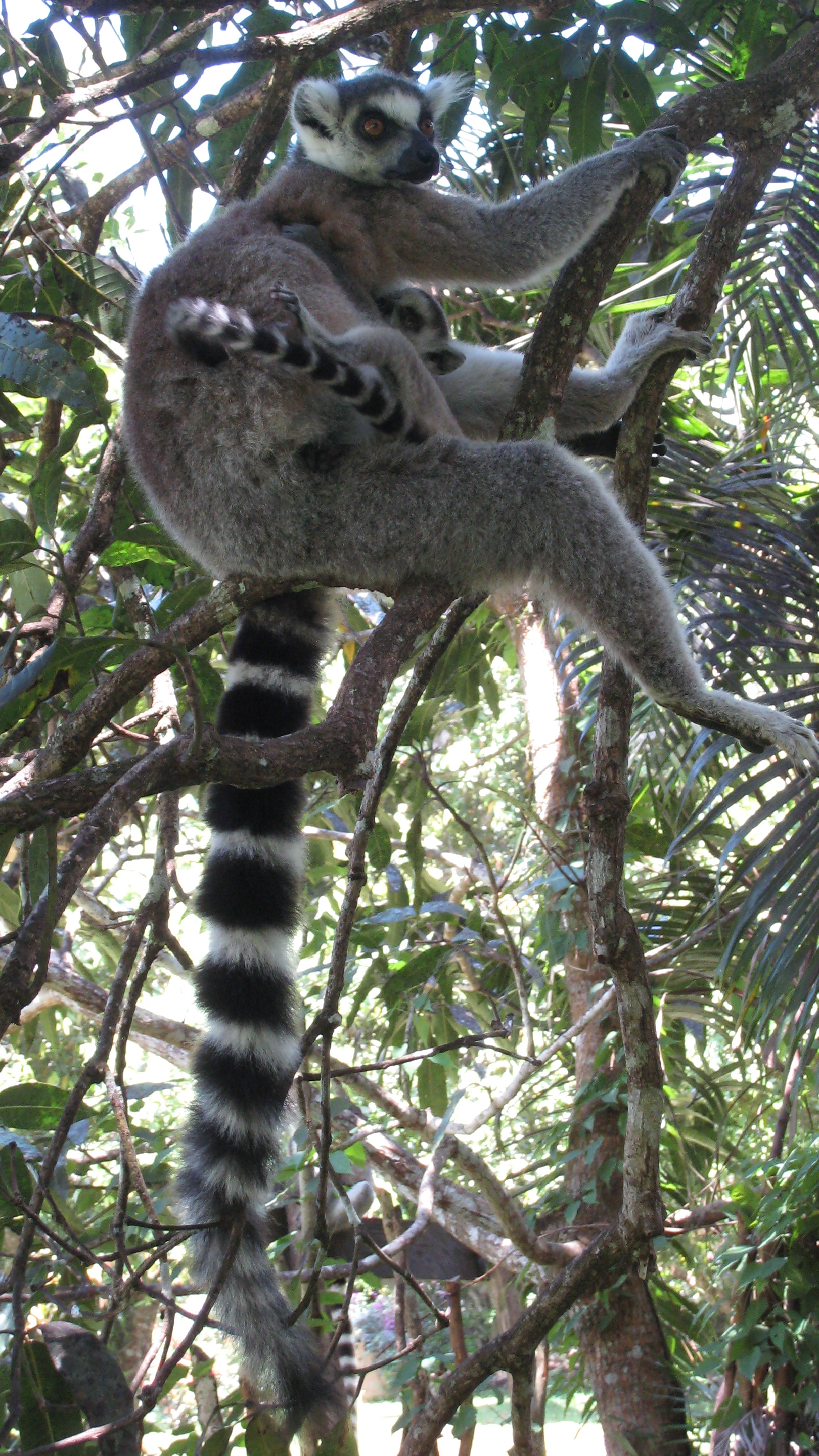
En la naturaleza, las hembras generalmente paren una única cría.

El lémur de cola anillada es una especie poliginandria, aunque el macho dominante por lo general se reproduce con más hembras que otros machos del grupo. Los enfrentamientos son más comunes durante la época de cría. Una hembra receptiva puede iniciar el apareamiento ofreciendo su trasero, levantando la cola y mirando al macho deseado por encima del hombro. Los machos pueden inspeccionar los genitales de la hembra para determinar si son receptivas. Las hembras por lo general se aparean dentro de su grupo, pero pueden buscar machos externos.
La época de reproducción va desde mediados de abril a mediados de mayo. El estro dura entre cuatro y seis horas, y las hembras copulan con múltiples machos durante este período. Dentro de un grupo, las hembras escalonan su receptividad, de modo que cada hembra se ofrece en un día diferente durante la época de cría, reduciendo la competencia por la atención masculina. La gestación dura aproximadamente 135 días, y el parto se produce en septiembre u, ocasionalmente, en octubre; en estado silvestre lo habitual es que paran una única cría, aunque se dan casos de partos dobles. Las crías tienen un peso al nacer de 70 g y son transportadas por la madre sujetas ventralmente (en el pecho) durante una o dos semanas, y con posterioridad las llevan a la espalda.
Los lémures jóvenes comienzan a ingerir comida sólida a los dos meses de edad y son totalmente destetados a los cinco meses. Alcanzan la madurez sexual entre los 2,5 y 3 años. La participación de los machos en la crianza infantil es limitada, aunque puede verse a todo el grupo, sin tener en cuenta edad o sexo, cuidando a los jóvenes, y se ha descrito la crianza o cuidado aloparental (asistencia por parte de individuos distintos de los progenitores en el cuidado de la prole, bien de forma individual o por parte del grupo) en estos lémures. Ocasionalmente, se dan casos de secuestro infantil por parte de las hembras y de infanticidio por los machos. Debido a las duras condiciones ambientales, la depredación y los accidentes (como las caídas), la mortalidad infantil puede llegar hasta el 50 % durante el primer año de vida y solamente el 30 % puede alcanzar la edad adulta. El lémur de cola anillada más longevo en la naturaleza del que se tiene constancia fue una hembra de la Reserva de Berenty, que alcanzó los veinte años de edad. En la naturaleza, las hembras raramente viven más allá de los dieciséis años, mientras que, debido a su estructura social, se desconoce la esperanza de vida de los machos. El macho más longevo del que se ha informado alcanzó los quince años de edad. La mayor edad descrita para estos lémures en cautividad es de veintisiete años.

### Capacidades cognoscitivas y uso de herramientas
Históricamente, los estudios sobre aprendizaje y cognición en los primates no humanos se han concentrado en los simiformes (monos y simios), y se ha pasado por alto a los primates estrepsirrinos, como los lémures, que han sido tachados popularmente como poco inteligentes. Un par de factores que provienen de antiguos experimentos han desempeñado un papel importante en el desarrollo de esta asunción. En primer lugar, el diseño experimental de antiguas pruebas puede haber favorecido el comportamiento natural y la ecología de los simios sobre la de los estrepsirrinos, lo que convertía a estos procesos experimentales en inadecuados para los lémures. Por ejemplo, los simios son conocidos por manipular objetos no alimenticios, mientras que se sabe que los lémures solo manipulan objetos no alimenticios en cautividad. Este comportamiento está relacionado generalmente con su asociación a la comida. También se sabe que los lémures manipulan objetos con el morro o con la boca más que con las manos. Por lo tanto, un experimento que requiera a un lémur manipular un objeto sin una formación previa favorecería a los simios sobre los estrepsirrinos. En segundo lugar, un lémur de cola anillada solo, acostumbrado a una vida en grupo, puede que no responda bien al aislamiento en las pruebas de laboratorio; los estudios pasados han reflejado un comportamiento histérico en estos escenarios. Por todo ello, estos estudios iniciales llevados a cabo con los lémures por lo general no son tenidos en cuenta en las investigaciones realizadas con posterioridad.
La noción de que los lémures son poco inteligentes ha sido perpetuada por la visión de que el ratio neocortical (proporción del tamaño del neocórtex con respecto al resto del cerebro) indica inteligencia. De hecho, la primatóloga Alison Jolly percibió al inicio de su carrera académica que algunas especies de lémur, como el lémur de cola anillada, desarrollaron una complejidad social similar a la de los primates cercopitecinos, pero no su correspondiente inteligencia. Tras años de observaciones de las poblaciones de lémur de cola anillada silvestres en la Reserva Berenty en Madagascar y así como de babuinos en África, concluyó posteriormente que esta especie de lémur altamente social no muestra una complejidad social equivalente a la de los cercopitecinos, a pesar de las apariencias generales.
No obstante, las investigaciones han seguido ofreciendo datos sobre la complejidad de la mente de los lémures, haciendo hincapié en las capacidades cognoscitivas del lémur de cola anillada. Ya a mediados de los años 1970, los estudios habían demostrado que podrían ser entrenados mediante condicionamiento operante utilizando listas de refuerzo estándares. Se ha apreciado que esta especie es capaz de aprender pautas y distinguir y discriminar objetos, habilidades comunes entre vertebrados. También se ha comprobado que el lémur de cola anillada aprende una serie de tareas complejas que a menudo igualan, aunque no exceden, el rendimiento de los simios.
Más recientemente, las investigaciones llevadas a cabo en el Duke Lemur Center han mostrado que este lémur puede organizar secuencias en su memoria y recuperar secuencias ordenadas sin lenguaje. El diseño experimental demostró que los lémures usaban la representación interna de la secuencia para dirigir sus respuestas y no seguían simplemente una secuencia entrenada, donde un elemento de la secuencia indica la selección del siguiente. Pero esto no es el límite de las capacidades de razonamiento del lémur de cola anillada; otro estudio, realizado en la Myakka City Lemur Reserve, sugiere que esta especie, junto con otras especies de lémur estrechamente relacionadas, comprenden operaciones aritméticas simples.
Dado que se considera que el uso de herramientas es un rasgo clave de la inteligencia de los primates, la aparente carencia de este comportamiento en los lémures silvestres, así como la ausencia de juegos con objetos no alimenticios, ha ayudado a reforzar la percepción de que los lémures son menos inteligentes que sus primos los simios. Sin embargo, otro estudio de la Myakka City Lemur Reserve examinó la representación de la funcionalidad de instrumentos tanto en el lémur de cola anillada como en el lémur pardo y descubrió que, como los monos, utilizaron herramientas con propiedades funcionales (por ejemplo, orientación del instrumento o facilidad de uso) en lugar de instrumentos con rasgos no funcionales (como su color o textura). Aunque el lémur de cola anillada no utilice herramientas en la naturaleza, no solo puede ser entrenado para utilizarlas, sino que seleccionará preferentemente herramientas basándose en sus cualidades funcionales. Por lo tanto, la competencia conceptual para utilizar una herramienta puede haber estado presente en el antepasado común de los primates, aunque el uso de herramientas pueda no haber aparecido hasta mucho más tarde.

## Estado de conservación
Además de figurar como especie en peligro en la Lista Roja de la UICN en 2008, el lémur de cola anillada está incluido desde 1977 el Apéndice I de la CITES, que prohíbe el comercio de especímenes de esta especie o sus partes. Aunque hay otras especies de lémur más amenazadas, el lémur de cola anillada, todo un icono de Madagascar, está considerado como la especie estandarte del país.

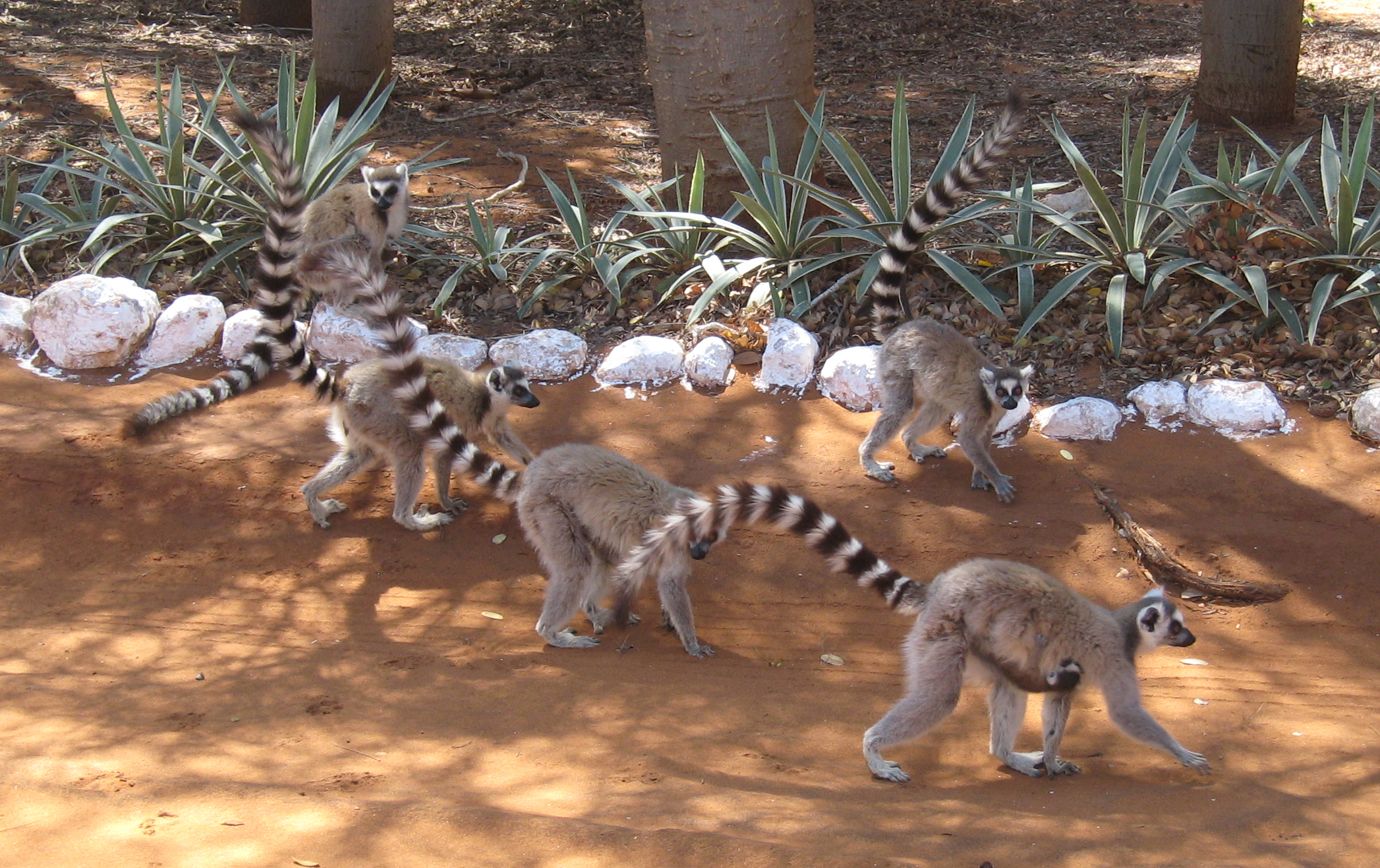
El lémur de cola anillada es una imagen habitual en la reserva privada de Berenty, al sur de Madagascar.

Hay tres factores que amenazan a esta especie. En primer lugar está la destrucción de su hábitat, que se inició hace casi 2000 años con la llegada de los humanos a la isla, que talaron los bosques para conseguir zonas de pasto y agrícolas, además de la extracción de maderas nobles para combustible y madera, así como la minería y el sobrepastoreo. Hoy en día, se considera que el 90 % de la cubierta forestal original de Madagascar se ha perdido. El incremento de la población humana ha creado una demanda todavía mayor en la región sudoeste de la isla para obtener madera como combustible, carbón vegetal y madera. Los incendios para la limpieza de prados, así como la agricultura de rozas y quema destruyen los bosques. Otra amenaza es la caza para obtención de carne o la captura de ejemplares vivos para el comercio de mascotas. Finalmente, la sequía periódica habitual en el sur de Madagascar puede afectar a poblaciones ya en decadencia. En 1991 y 1992, por ejemplo, una severa sequía causó un ratio de mortalidad anormalmente alto entre crías y hembras en la Reserva Especial de Beza Mahafaly; dos años más tarde, la población había disminuido en un 31 % y tardó casi cuatro años en empezar a recuperarse.
Reside en varias áreas protegidas dentro de su área de distribución, cada una de las cuales ofrece distintos niveles de protección. En la Reserva Especial de Beza Mahafaly, se ha iniciado una estrategia global de conservación in situ; no solo en la investigación de campo y gestión de los recursos se implica a estudiantes internacionales y a la población local (incluidos escolares), sino que se realiza una gestión del ganado en las zonas periféricas de la reserva y el ecoturismo beneficia a la población local.

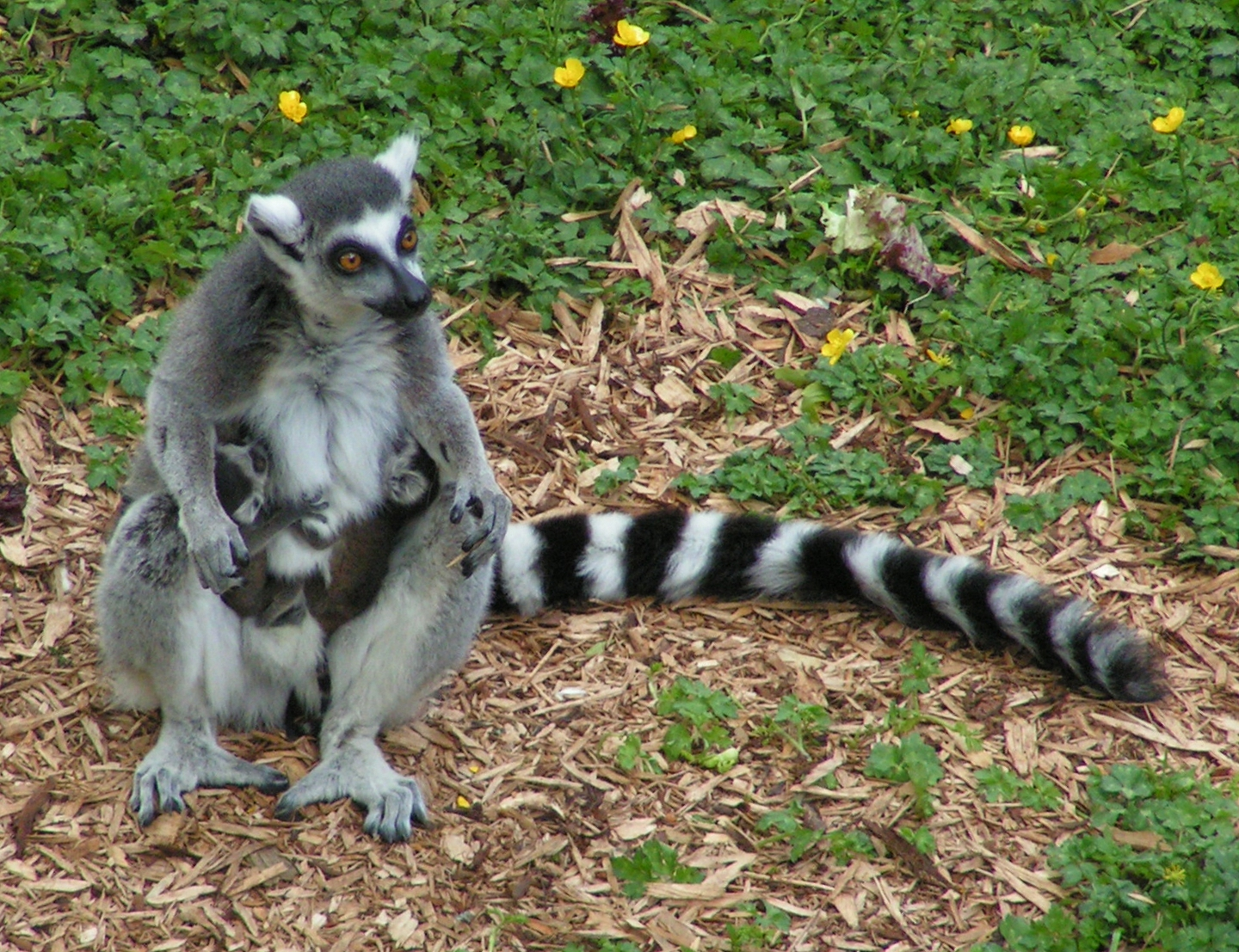
Hembra con dos crías recién nacidas en el Zoo de Colchester (Reino Unido). Estos lémures se reproducen y mantienen con facilidad en cautividad.

Al margen de su menguante hábitat y otras amenazas, el lémur de cola anillada se reproduce y se mantiene con facilidad en cautividad, lo que, junto con su popularidad, hace que se haya convertido en el lémur más numeroso en los zoológicos de todo el mundo, con más de 2500 ejemplares en cautividad en el año 2009. También es el más común de todos los primates cautivos. Entre las instalaciones implicadas activamente en la conservación ex situ de esta especie se incluyen el Duke Lemur Center en Durham (Carolina del Norte), la Fundación para la Conservación del Lémur (Lemur Conservation Foundation) de Myakka City, en Florida, y el Grupo de Fauna de Madagascar (Madagascar Fauna Group), establecido en el Zoo de San Luis (Misuri). Debido al elevado éxito de la cría en cautividad, la reintroducción es una opción a tener en cuenta si las poblaciones salvajes continúan decayendo. Aunque las liberaciones experimentales han resultado exitosas en la isla Santa Catalina (Georgia), demostrando que los lémures cautivos pueden adaptarse fácilmente a su ambiente y desplegar un comportamiento natural, la liberación de ejemplares cautivos no está considerándose en la actualidad.
Las poblaciones de este lémur también pueden beneficiarse de la intervención ante las sequías, gracias a la disponibilidad de abrevaderos y árboles frutales introducidos, como en el caso de la reserva privada Berenty. Sin embargo, estas intervenciones no siempre son vistas favorablemente, ya que no permiten las fluctuaciones demográficas naturales. Se cree que la especie ha desarrollado su elevada fecundidad debido a su ambiente extremo, por lo que, interferir en este ciclo natural podría afectar a su base genética.

## Referencias culturales

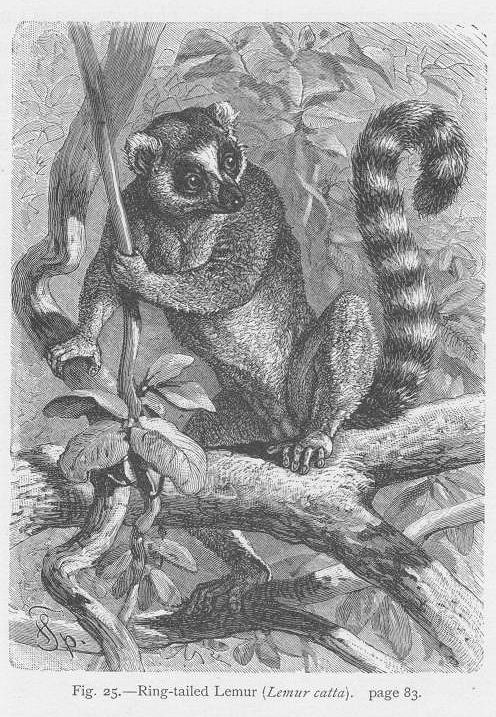
Grabado del libro The Natural History of Animals (1888), de Karl Vogt.